# Красный просвещенец

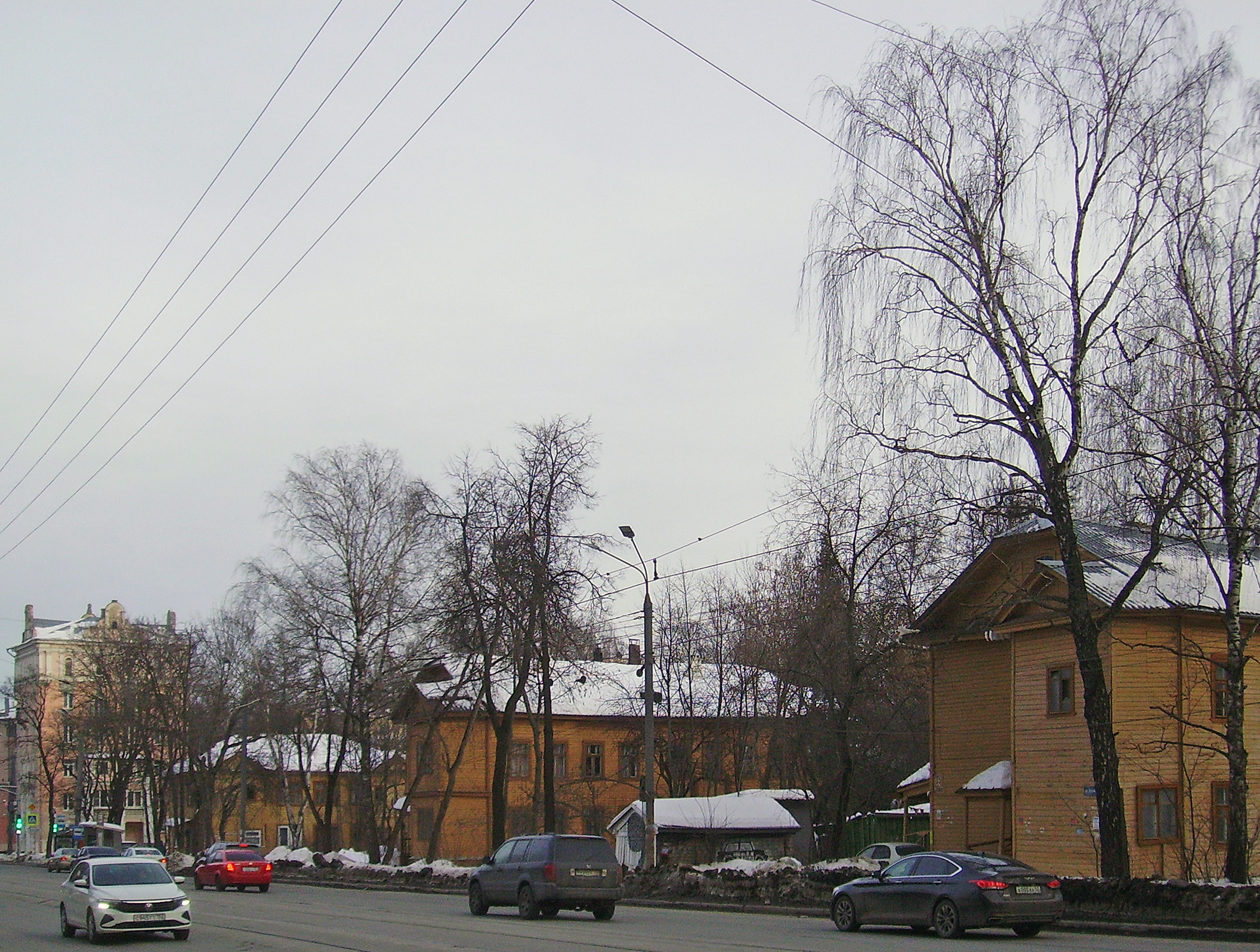
Вид на «Красный просвещенец» с улицы Белинского. 2023 г.

Квартал «Красный просвещенец» — комплекс жилых деревянных двухэтажных домов в Нижнем Новгороде, построенный в 1920-х годах кооперативом из сотрудников Госбанка, производственных союзов и пр. Комплекс расположен в границах улиц Белинского, Тверской, Ашхабадской и Генкиной. Объект культурного наследия: № 5200000310. В реестре фигурировал под названием «Ансамбль исторической застройки „Красный квартал“».

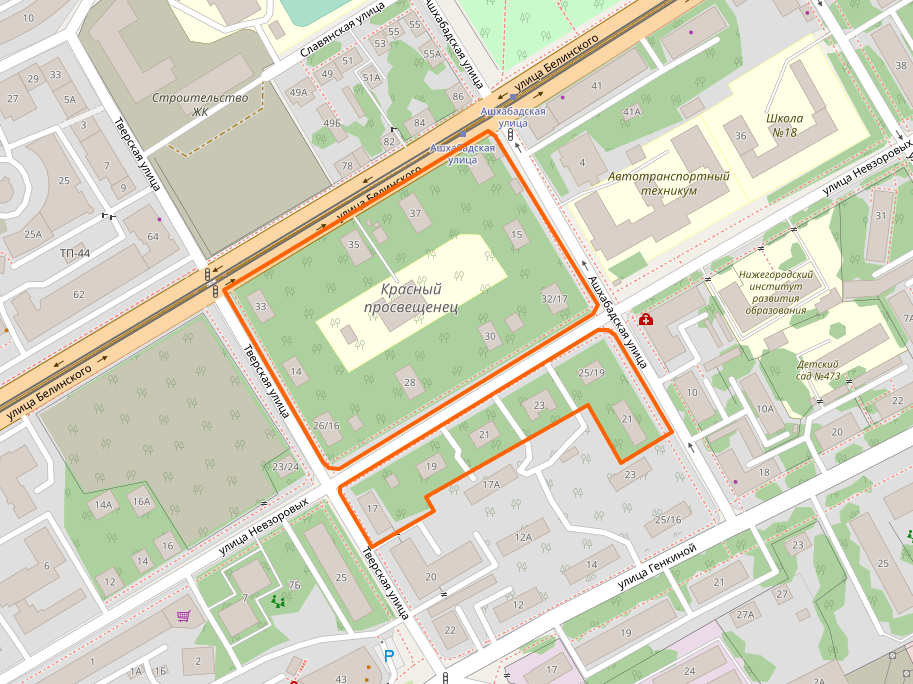
Квартал на карте

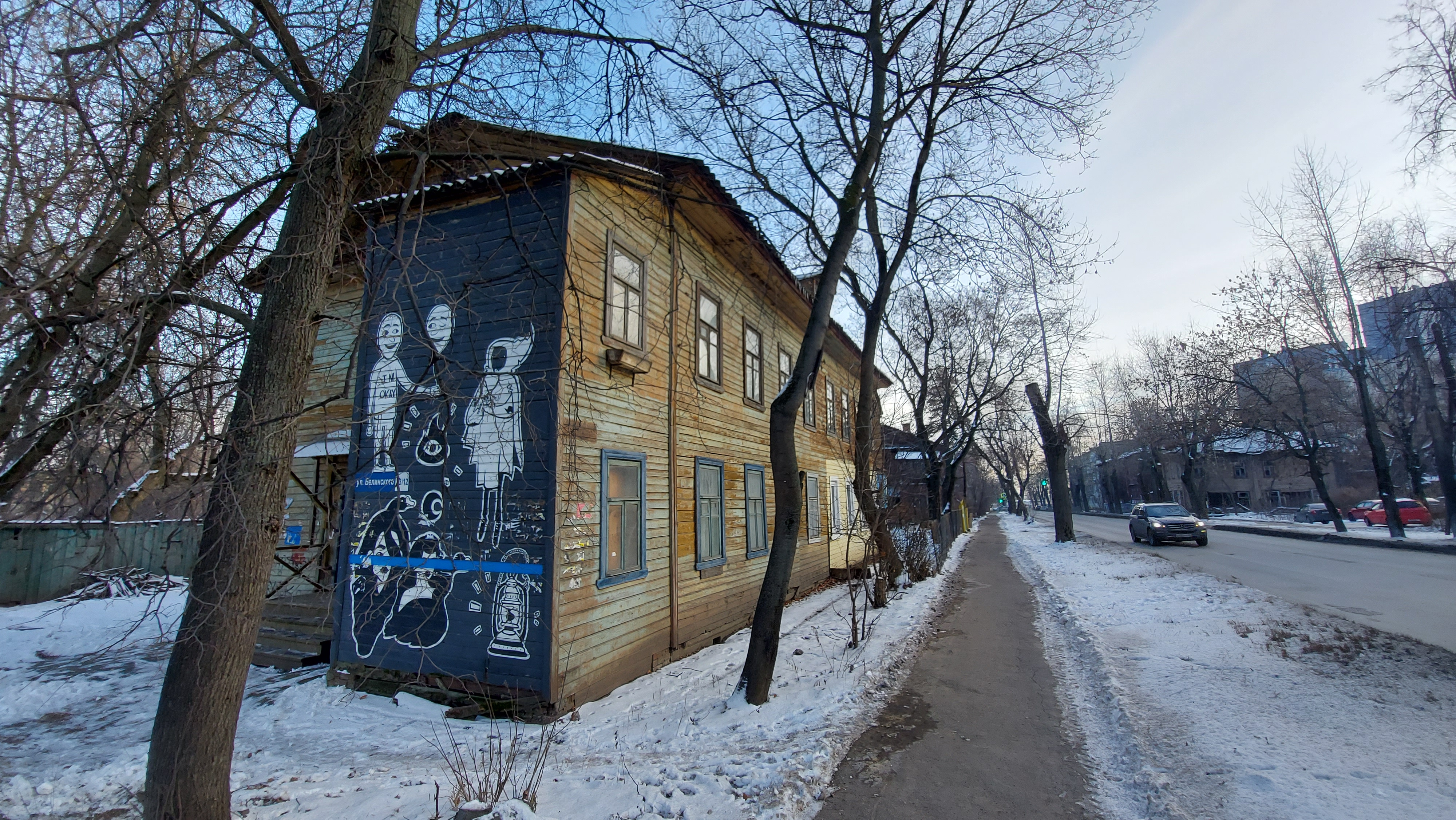
Дом в квартале

## История
Первый проект будущего квартала на месте пустыря начали формировать еще в 80-90-е годы XIX века. 
В 1920-х годах представители советской интеллигенции, члены одного из первых жилищных кооперативов «Объединение», построили 14 деревянных и два кирпичных дома. К каждой постройке в два этажа примыкал собственный сад. Внутри строения по четыре трехкомнатные квартиры.

## Планы сноса
Территория квартала попадает в программу комплексного развития территорий, которая предполагает снос деревянных домов и строительство многоэтажных.